# Hoa hậu Hoàn cầu 2017
Hoa hậu Hoàn cầu 2017 (The Miss Globe) là cuộc thi Hoa hậu Hoàn cầu lần thứ 93 được tổ chức tại Tirana, Albania vào ngày 4 tháng 11 năm 2017. Hoa hậu Hoàn cầu 2016 - Dimple Chetan Patel đến từ Ấn Độ đã trao lại vương miện cho người kế nhiệm, cô Đỗ Trần Khánh Ngân đến từ Việt Nam.

## Kết quả
| Kết quả               | Thí sinh |
| --------------------- | --- |
| Hoa hậu Hoàn cầu 2017 | - Việt Nam - Đỗ Trần Khánh Ngân |
| Á hậu 1               | - Philippines - Nelda Dorothea Cunan Ibe |
| Á hậu 2               | - Siberia - Elena Latypova |
| Á hậu 3               | - Albania - Alessia Çoku |
| Á hậu 4               | - Cape Verde - Simone Heijligers |
| Top 15                | - Armenia - Lilit Martirosyan - Canada - Amberly Jantzi - Đan Mạch - Lady Russel Trinidad Panaguiton - Estonia - Jekaterina Petšonkina - Ghana - Leah Addo Brown - Hungary - Csillag Szabó - Ý - Denise Portone - Macedonia - Andrijana Ilioska - Thái Lan - Chatchadaporn Kimakorn - Hoa Kỳ - Emma Ostergren |

## Các giải thưởng đặc biệt
| Giải thưởng             | Thí sinh                                        |
| ----------------------- | ----------------------------------------------- |
| Best Talent             | - Nam Phi - Talitha Bothma                      |
| Miss Bikini             | - Nigeria - Natasha Akpokona                    |
| Miss Disco Queen        | - Romania - Madalina Maria Ciobanu              |
| Best National Costume   | - Nicaragua - Marily Haimara Chavarria Blandon  |
| Miss Friendship         | - Armenia - Lilit Martirosyan                   |
| Miss Photogenic         | - Kosovo - Andina Pura                          |
| Miss Golden Girl        | - Moldova - Diana Pirlog                        |
| Dream Girl of the World | - Siberia - Elena Latypova                      |
| Miss Intercontinental   | - Hoa Kỳ - Emma Ostergren                       |
| Miss Cosmopolitan       | - Thổ Nhĩ Kỳ - Melissa Kandemir                 |
| Miss Tourism            | - Mexico - Brenda Giovana Portelinha Delgadillo |
| Miss Elegance           | - Gambia - Mariam Thiam                         |
| Internet Vote           | - Hàn Quốc - Ji Yeon Lee                        |

## Thí sinh tham gia
Cuộc thi có tổng cộng 53 thí sinh tham gia:
| Quốc gia/Vùng lãnh thổ | Thí sinh                             |
| ---------------------- | ------------------------------------ |
| Albania                | Alessia Çoku                         |
| Algeria                | Imene Mebbani                        |
| Armenia                | Lilit Martirosyan                    |
| Brazil                 | Mariana Fernandes de Souza           |
| Bulgaria               | Viktorija Milanova                   |
| Canada                 | Amberly Jantzi                       |
| Cape Verde             | Simone Heijligers                    |
| Trung Quốc             | Wei Wang                             |
| Colombia               | Dahize Marcele Almanza Ledesma       |
| Cộng hòa Séc           | Katerina Balušková                   |
| Đan Mạch               | Lady Russel Trinidad Panaguiton      |
| Estonia                | Jekaterina Petšonkina                |
| Pháp                   | Justine Kauffmann                    |
| Gambia                 | Mariam Thiam                         |
| Ghana                  | Leah Addo Brown                      |
| Đức                    | Mona Schafnitzl                      |
| Hy Lạp                 | Alina Romasenko                      |
| Hungary                | Csillag Szabó                        |
| Iceland                | Sunna Dögg Jónsdóttir                |
| Ấn Độ                  | Ashmita Jaiswal                      |
| Ý                      | Denise Portone                       |
| Jamaica                | Stephanie Prior                      |
| Nhật Bản               | Emiri Shimizu                        |
| Hàn Quốc               | Ji Yeon Lee                          |
| Kosovo                 | Andina Pura                          |
| Litva                  | Mariia Khabarova                     |
| Luxembourg             | Tracy Muller                         |
| Macedonia              | Andrijana Ilioska                    |
| Malaysia               | Hang Ching Yee                       |
| Mexico                 | Brenda Giovana Portelinha Delgadillo |
| Moldova                | Diana Pirlog                         |
| Montenegro             | Natalija Andonova                    |
| Namibia                | Fransiska Kunyima Mbambo             |
| Hà Lan                 | Summer Danique de Jong               |
| Nicaragua              | Marily Haimara Chavarria Blandon     |
| Nigeria                | Natasha Akpokona                     |
| Philippines            | Nelda Dorothea Cunan Ibe             |
| Ba Lan                 | Karolina Banach                      |
| Bồ Đào Nha             | Eliane de Sousa                      |
| Romania                | Madalina Maria Ciobanu               |
| Nga                    | Kristina Andreeva                    |
| San Marino             | Carola Nićolosi                      |
| Senegal                | Gueye Ndack                          |
| Serbia                 | Ivana Manevska                       |
| Siberia                | Elena Latypova                       |
| Nam Phi                | Talitha Bothma                       |
| Thụy Điển              | Anna Marie Westlin                   |
| Tatarstan              | Guzel Shaikhutdinova                 |
| Thái Lan               | Chatchadaporn Kimakorn               |
| Thổ Nhĩ Kỳ             | Melissa Kandemir                     |
| Ukraine                | Anna Vorobei                         |
| Hoa Kỳ                 | Emma Ostergren                       |
| Việt Nam               | Đỗ Trần Khánh Ngân                   |

## Chú ý

### Lần đầu tham gia
- Gambia
- Iceland
- Namibia
- San Marino
- Senegal

### Trở lại
- Lần cuối tham gia vào năm 2006:
  -  Nhật Bản
- Lần cuối tham gia vào năm 2009:
  -  Tatarstan
- Lần cuối tham gia vào năm 2010:
  -  Luxembourg
- Lần cuối tham gia vào năm 2011:
  -  Hy Lạp
- Lần cuối tham gia vào năm 2013:
  -  Việt Nam
- Lần cuối tham gia vào năm 2014:
  -  Siberia
  -  Thụy Điển
- Lần cuối tham gia vào năm 2015:
  -  Cộng hòa Séc
  -  Pháp
  -  Đức
  -  Jamaica
  -  Litva
  -  Macedonia
  -  Nicaragua
  -  Hoa Kỳ

### Bỏ cuộc
- Úc
- Bosna và Hercegovina
- Botswana
- Cameroon
- Croatia
- Anh
- Phần Lan
- Kazakhstan
- Slovakia
- Slovenia
- Nam Ukraina